# Uszty-ilimszki-víztározó
Az Uszty-ilimszki-víztározó (oroszul Усть-Илимское водохранилище [Uszty-ilimszkoje vádáhrányiliscse]) Oroszország Irkutszki területén, az Angara folyón kialakított vízlépcsősor része, harmadikként létesített nagy víztározója. (Először az Irkutszki-, másodikként a Bratszki-víztározó készült el).

## Földrajzi helyzete

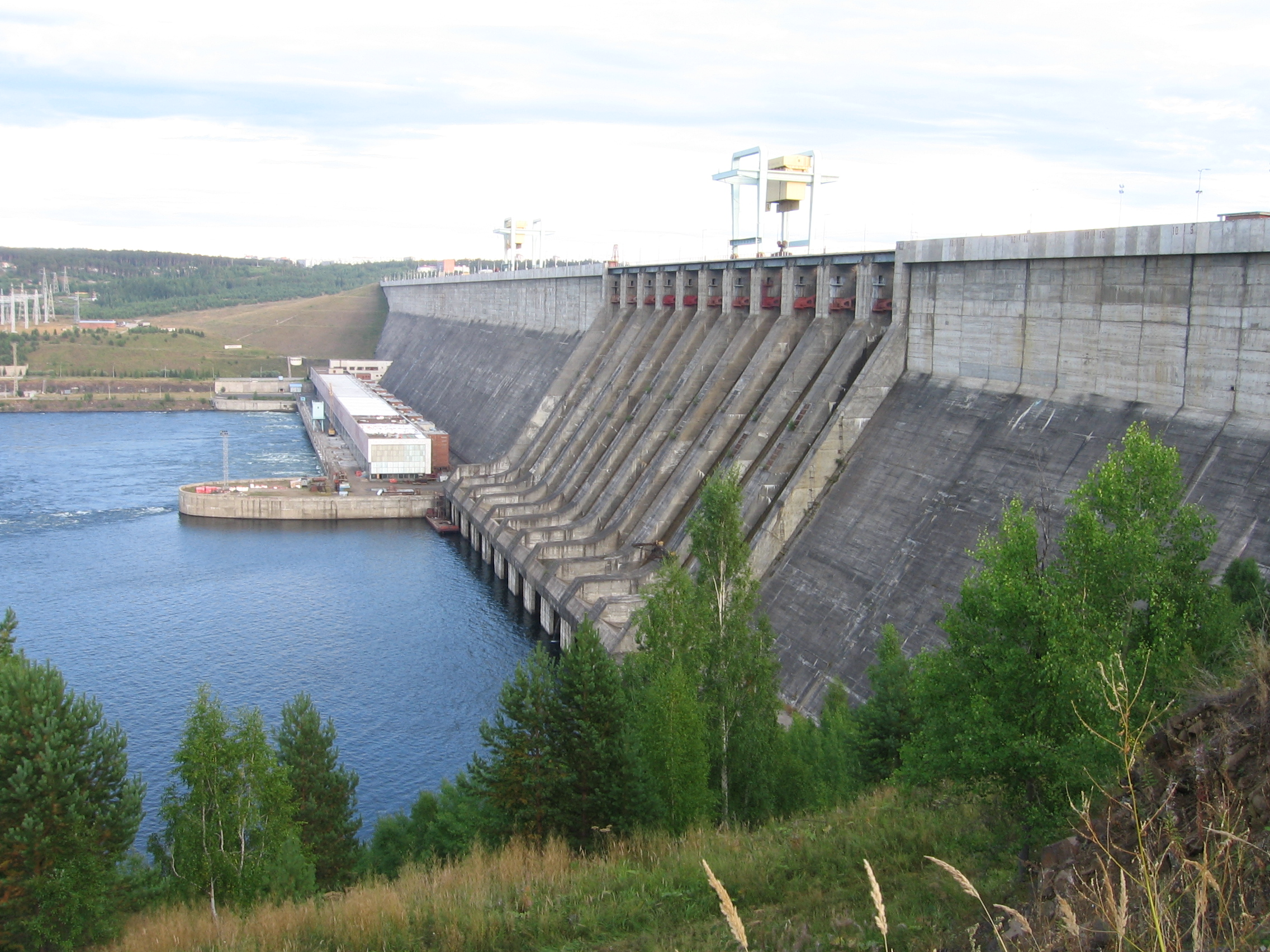
Az uszty-ilimszki duzzasztógát (2008)

Az uszty-ilimszki vízerőmű gátja mögött, az Angara és mellékfolyói vizének visszaduzzasztásával keletkezett. A duzzasztógát az Ilim torkolatától 20 km-rel lejjebb, az Angara Tolsztij misz ('Vastag fok') nevű sziklás részén épült. Távolsága az Angara torkolatától 841 km. A gát és az erőmű mellett épült fel a jelentős iparváros, Uszty-Ilimszk. 
Az eredeti terv szerint a tározó befogadóképessége (víztömege) 59,4 km³, a vízfelszín területe: 1873 km². Később a tervezőintézet korrigálta az adatokat, így 1980 óta a tározó befogadóképessége 58,93 km³, a vízfelszín területe: 1922 km².
Hossza (a források eltérő közlései szerint):
- az Angara-ágon 300 km vagy 269 km
- az Ilim-ágon 299 km (vagy 220 km[2])

Legnagyobb szélessége 12 km, átlagos mélysége 31 m, a gátnál mért legnagyobb mélysége 91 m. A tározó vízszintjét 296 m abszolút magasságban határozták meg. Ez egy éven belül 1,5 m-rel csökkenhet, a működéstől függően.
Az 1475 m hosszú, 105 m magas betongát megépítése a folyó vizét visszafelé egészen a Bratszki-víztározó gátjáig megemelte.
Bratszktól lefelé, az első 100 km-es szakaszon (Szedanovo faluig) a mesterséges tó alig különbözik a folyótól: átlag 2 km széles, 16 m mély, vize a legmelegebb nyarakon is legfeljebb 9 °C-os. Szedanovo körzetében voltak régen az Angara legveszélyesebb zuhatagai, de a terület elárasztásakor azok is végleg víz alá kerültek. Szedanovo alatt a tározó egy hosszabb szakaszon kiszélesedik (max. 6,6 km-re), majd következik egy kb. 50 km hosszú szűkület. A fenyvesekkel borított, meredeken leszakadó partszakaszok, az Angara-völgy kanyarulatai festői látványt nyújtanak. Nyáron a víz itt már 17–18 °C-osra is felmelegszik. Bratszktól 190 km-re, Jersovo falunál a meder ismét kiszélesedik. Az angarai és az ilimi ág találkozása után, a 48 km hosszú utolsó szakasz átlag 5,4 km széles és kb. 50 m (max. 94 m) mély.
Uszty-Ilimszktől eltekintve partjai gyéren lakottak, csak a bal parton található néhány kisebb, fakitermeléssel foglalkozó település. Sok helyen láthatók a víztükörből kimeredő halott, csupasz favázak, melyeket félig elborít a víz.

## Története
A vízerőmű és a gát építésének előkészítő munkáit 1963-ban, a főbb létesítmények építését 1966-ban kezdték el. Addigra már kiépítették Bratszkból az országutat és a villamos távvezetéket. 
A tározó feltöltése 1974. októberben kezdődött, és 1977. májusban érték el a tervezett vízszintet. Az elárasztandó területen lévő helységek lakóit a feltöltés előtt kitelepítették, egyes települések helyett távolabbi területen újakat építettek. Az eltűnt települések közül legismertebb az 1630-ban alapított Ilimszk, 1649-től város. 17. századi építészeti emlékei közül néhányat egy irkutszki múzeumban helyeztek el.

## Hasznosítása
A víztározó elsődleges célja az uszty-ilimszki vízerőmű működéséhez, a villamosenergia termeléséhez szükséges vízi energia biztosítása. Állandó víztartalékot jelent Uszty-Ilimszk számára és biztosítja a kommunális és az ipari létesítmények, főként a vízigényes cellulóz- és papírkombinát vízellátását.
Az Angarán korábban létesített két másik víztározóval ellentétben itt nincs személyhajó forgalom. Csak a kitermelt fát tutajokban vontató hajók és a vállalatok teherhajói közlekednek. A víztározó a folyótól, illetve a többi víztározótól teljesen el van zárva, mivel sem az uszty-ilimszki, sem a bratszki vízerőmű gátján nem építettek hajózsilipet (2015-ig). A két nagy ipari város között azonban – különösen a sziklazátonyok, zuhatagok megszüntetésével – biztonságos vízi szállítási útvonal jött létre. 
Torkolati irányban haladva, a folyón 384 km-rel távolabb épült fel a vízlépcsősor negyedik nagy létesítményének, a bogucsani vízerőműnek gátja.